# Assa (Kasachstan)
Assa (kasachisch und russisch Аса) ist ein Ort im Gebiet Schambyl im Süden Kasachstans.

## Geografie
Assa liegt im Süden Kasachstans im Gebiet Schambyl rund 25 Kilometer nördlich von Taras. Er ist Verwaltungssitz des Bezirkes Schambyl. Durch den Ort fließen mehrere kleine Nebenflüsse des Talas, darunter der gleichnamige Fluss Assa. Diese werden zur Bewässerung landwirtschaftlicher Flächen genutzt. Die weite Umgebung ist geprägt durch Halbwüsten.

## Geschichte
Die Gründung des Ortes geht zurück auf den Bau der Eisenbahnstrecke von Taras zu den Phosphoritlagerstätten in Qaratau in den 1940er Jahren. 1941 wurde hier ein Bahnhof eröffnet, zunächst gab es nur wenige Häuser in der Umgebung. Der Ort bestand zunächst nur aus dem Bahnhof, erst in den 1960er Jahren entstand die heutige Siedlung.
Der Ort wurde während des Zweiten Weltkrieges und bis in die 1990er Jahre hauptsächlich von Deutschen bewohnt. Heute leben kaum nach mehreren Aussiedlerwellen kaum noch Deutsche im Ort.

## Bevölkerung
Bei der Volkszählung 1999 wurde für Assa eine Einwohnerzahl von 7.868 Menschen angegeben. Bei der Volkszählung im Jahr 2009 hatte der Ort 8.640 Einwohner. Bei der letzten Volkszählung 2021 lebten 12.892 Menschen in Assa. Zum 1. Januar 2025 ergab die Fortschreibung der Bevölkerungszahlen eine Einwohnerzahl von 13.048 Menschen.
| Einwohnerentwicklung               | Einwohnerentwicklung | Einwohnerentwicklung | Einwohnerentwicklung | Einwohnerentwicklung |
| 1979                               | 1989                 | 1999                 | 2009                 | 2021                 |
| ---------------------------------- | -------------------- | -------------------- | -------------------- | -------------------- |
| 6.445                              | 8.624                | 7.868                | 8.640                | 12.892               |
| Anmerkung: Volkszählungsergebnisse |                      |                      |                      |                      |